# Festival de Saint-Riquier
 (juillet 2021).
Si vous disposez d'ouvrages ou d'articles de référence ou si vous connaissez des sites web de qualité traitant du thème abordé ici, merci de compléter l'article en donnant les références utiles à sa vérifiabilité et en les liant à la section « Notes et références ».
Le Festival de Saint-Riquier - Baie de Somme est un festival éclectique qui se déroule chaque année dans l'abbatiale de Saint-Riquier dans le département de la Somme.

## Historique
Le Festival de Saint-Riquier est né en 1985, par la volonté d'Hugues Hairy, conservateur de l'abbaye de Saint-Riquier et de Christian de La Simone, chargé de mission au Conseil général de la Somme.
En 2018, le Conseil départemental de la Somme a décidé de mettre fin à la programmation musicale « classique » pour la remplacer par une programmation plus éclectique mêlant la variété et d'autres genres de musiques jugés plus dans le goût du grand public.

## Caractéristiques
Depuis 1985, dans l'ancienne abbaye de Saint-Riquier, se déroule un festival de musique classique organisé sous les auspices du Conseil général de la Somme. L'abbatiale de Saint-Riquier accueille au mois de juillet, des concerts symphoniques ou lyriques. 
À la suite de Mikhaïl Rudy et François-Charles Lebettre, Sandra Moubarak et Anthony Leroy, le chef d'orchestre, Hervé Niquet, originaire d'Abbeville, était le directeur artistique du festival jusqu'en 2017.
Les bâtiments abbatiaux accueillent également, tout au long de l'année, des expositions, des spectacles et des conférences.